# Chácara Klabin (métro de São Paulo)
Chácara Klabin (en portugais : Estação Chácara Klabin) est une station du métro de São Paulo. C'est une station de correspondance entre la ligne 2 (Verte) et la ligne 5 (Lilas). Elle est située rua Vergueiro, dans le quartier de Chácara Klabin, district de Vila Mariana, à São Paulo au Brésil.

## Situation sur le réseau

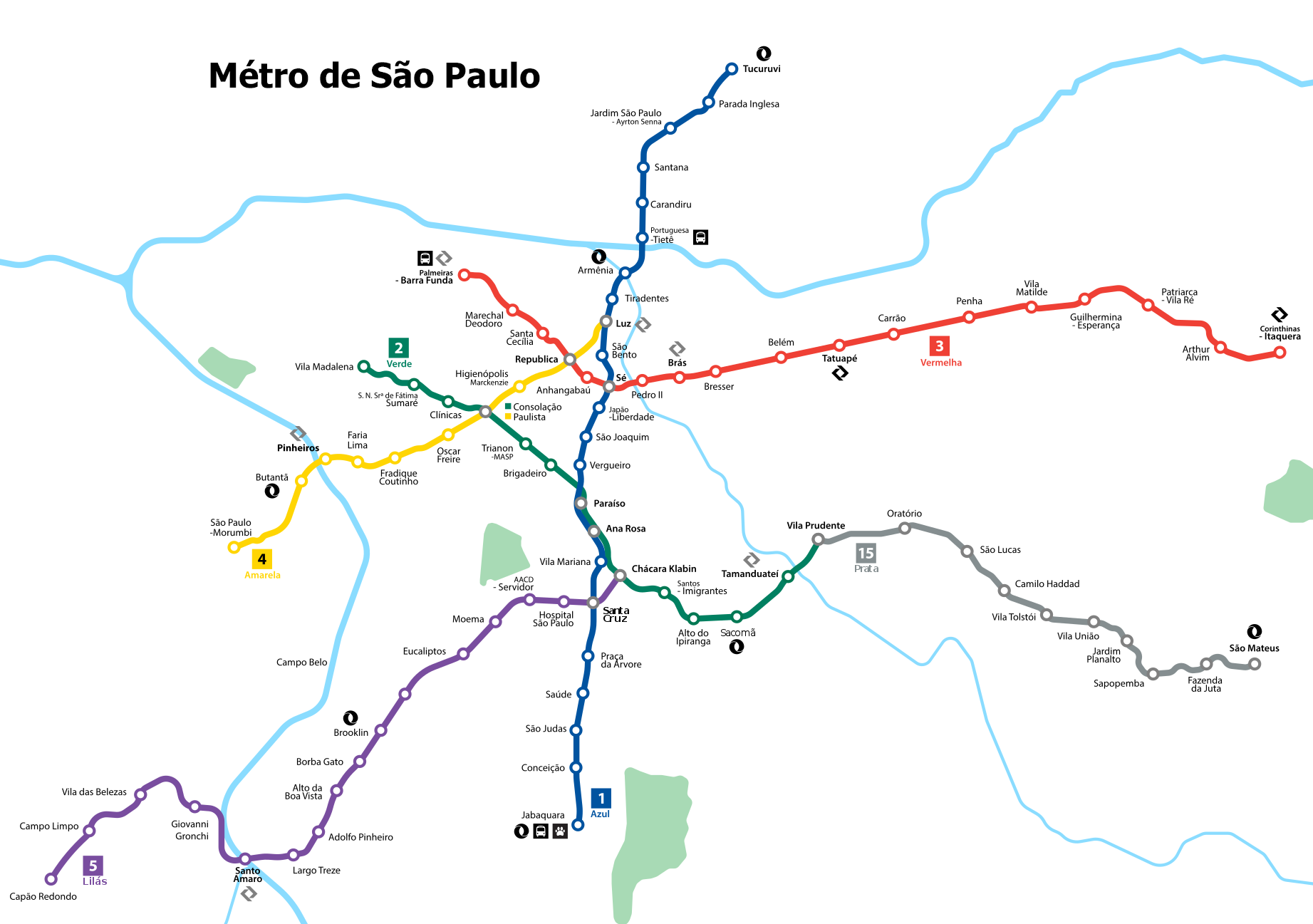
Plan du Métro de São Paulo 2020.

Établie en souterrain, la station Chácara Klabin est située sur deux lignes du métro de São Paulo : station de passage sur la ligne 2 (Verte) entre les stations Ana Rosa, en direction du terminus Vila Madalena, et Santos-Imigrantes, en direction du terminus Vila Prudente ; et station terminus de la ligne 5 (Lilas), avant la station Santa Cruz, en direction du terminus Capão Redondo.

## Histoire
La station Chácara Klabin de la ligne 2 (Verte) du métro de São Paulo est mise en service le 9 mai 2006. Elle comporte un quai central, dispose de 13 285 m2 construit et est prévue pour un transit maximum de 10 000 voyageurs par heure, en heure de pointe. La station fait partie du plan d'expansion au-delà de la station Ana Rosa de la ligne 2 - Verte en direction de l'est, en direction de la station Vila Prudente. 
La station Chácara Klabin était prévue, dès les premiers projets fonctionnels, pour recevoir la ligne 5 - Lilas comme station terminale de la phase II de l'extension de cette ligne. En raison de la demande extrêmement élevée estimée entre les deux lignes, on a pensé construire cette station exclusivement pour le transfert. Profitant de la proximité de la station Vila Mariana, de la ligne 1 - Bleue, qui dessert bien le quartier, des bus de l'avenida Professor Noé Azevedo, de la rua Domingos de Morais et du terminus d'autobus rattaché à cette station, Chácara Klabin a pour vocation d'être une station pour l'intégration: elle n'a pas de terminus d'autobus ni d'accès aux avenues et rues très fréquentées[réf. nécessaire].
28 septembre 2018, a lieu la mise en service de la station terminus de la ligne 5 (Lilas). C'est une station souterraine exécutée en tranchée couverte, avec structure en béton apparent et couverture de l'accès principal avec dôme en acier et verre, pour l'éclairage naturel. Elle dispose d'un accès, avec des escaliers mécaniques dans les deux sens et des ascenseurs pour les personnes handicapées et à mobilité réduite. Elle dispose d'une mezzanine avec billetterie et distribution de passagers, ainsi que de deux quais latéraux.

## Services aux voyageurs

### Accès et accueil
Son accès principal est situé est situé Rua Vergueiro. Elle est accessible aux personnes à la mobilité réduite. 

### Desserte

Installations
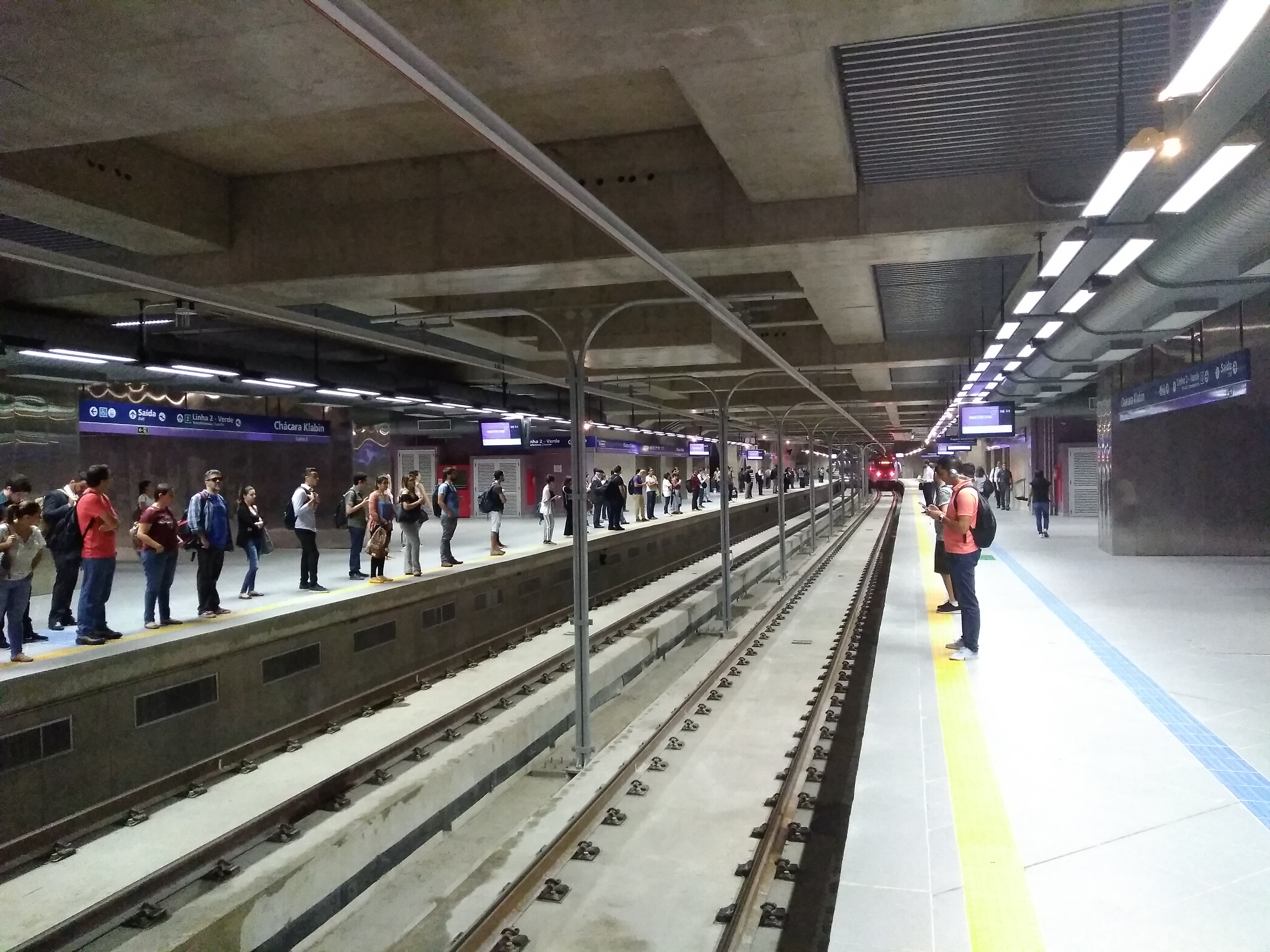
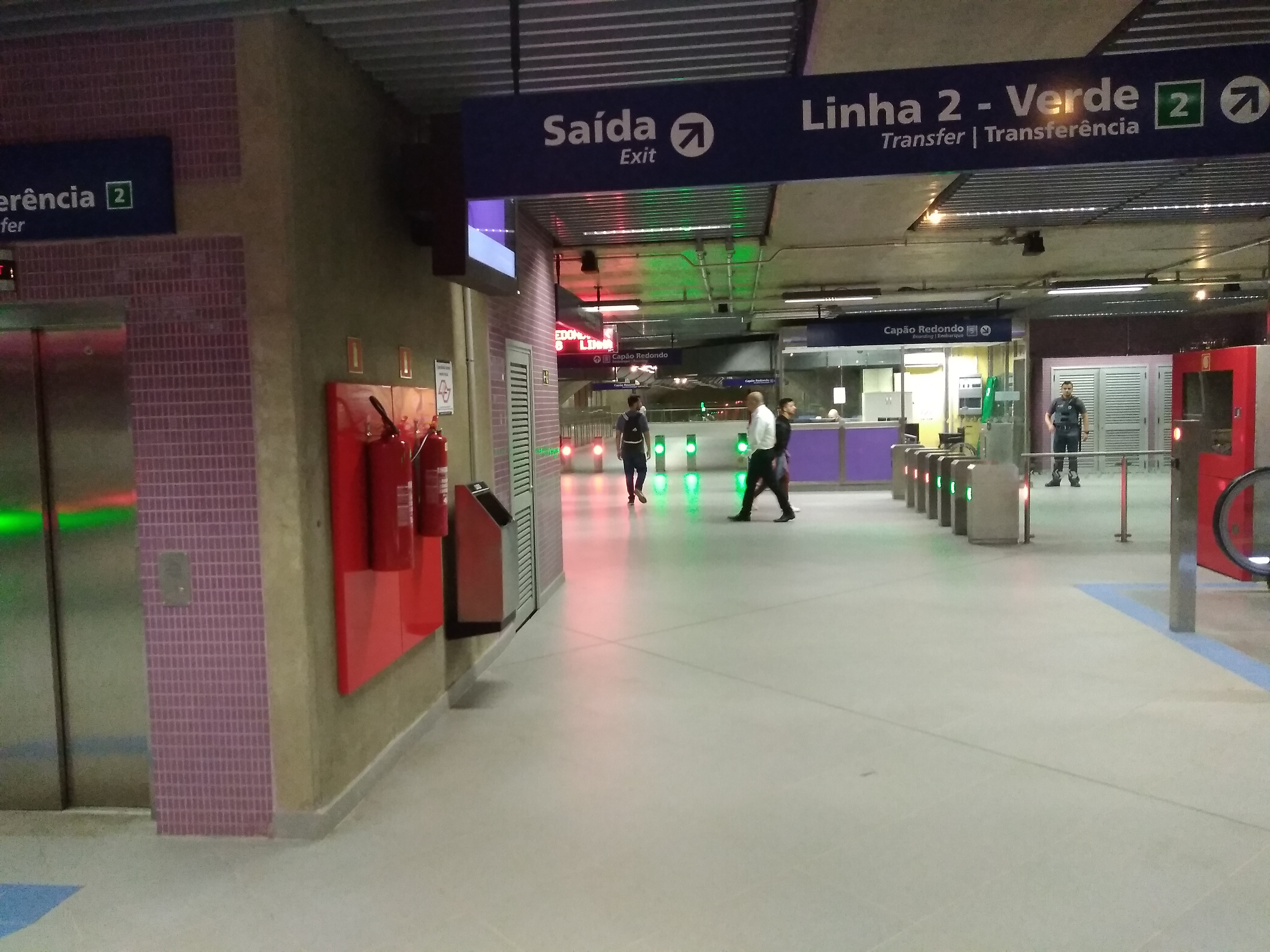

Ligne 2 (Verte) :
| Ligne                         | Terminus                      | Longueur (km) | Stations | Durée du voyage (min) | Opération (*)                                                       |
| ----------------------------- | ----------------------------- | ------------- | -------- | --------------------- | ------------------------------------------------------------------- |
| Ligne 2 du métro de São Paulo | Vila Madalena ↔ Vila Prudente | 14,7          | 14       | 28                    | Tous les jours, de 4h40 à 12h32; Les samedis jusqu'à 1h le dimanche |

Installations
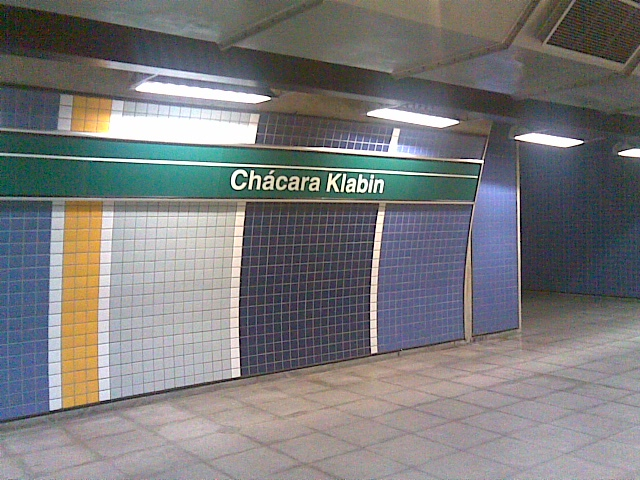
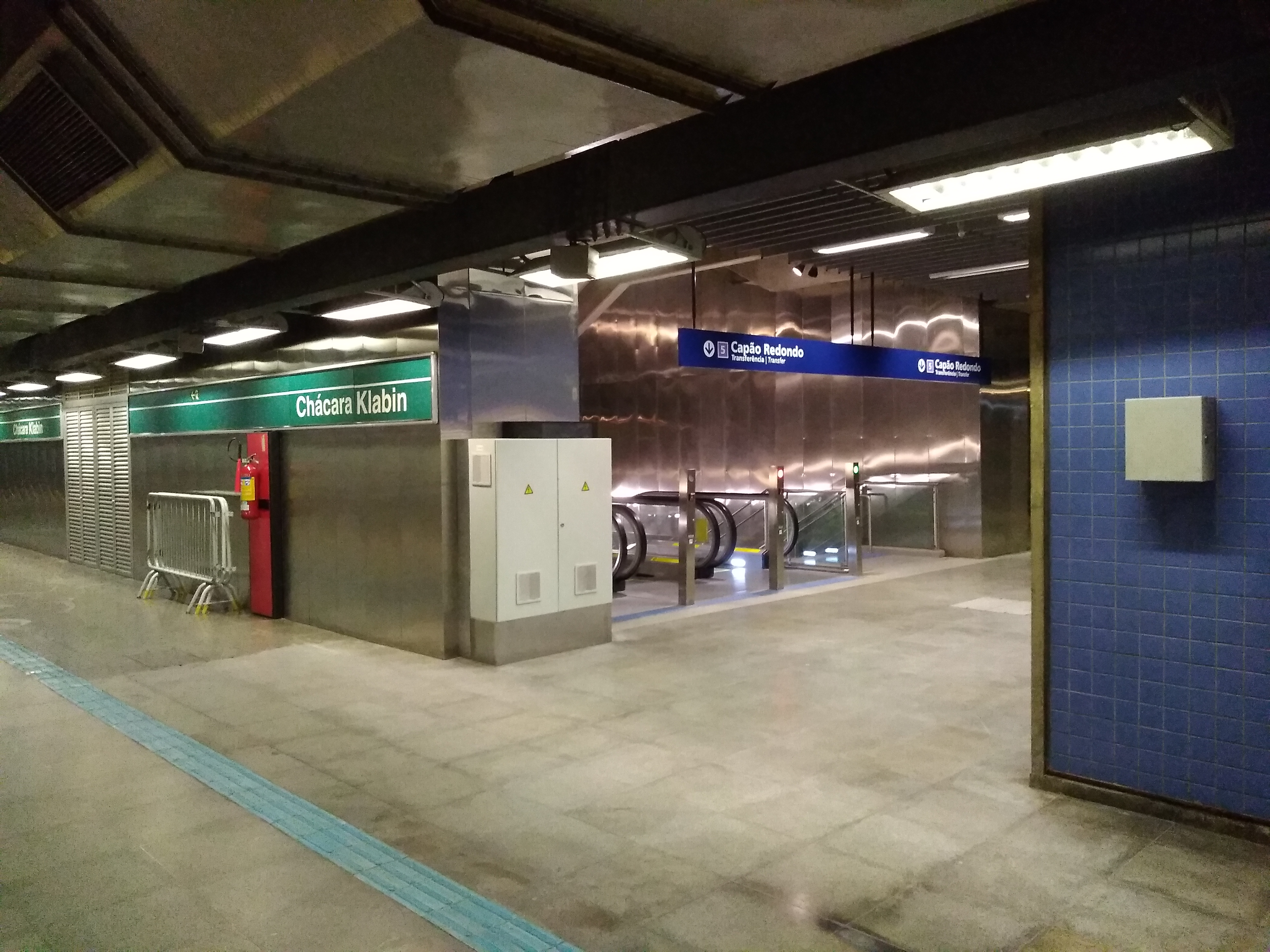
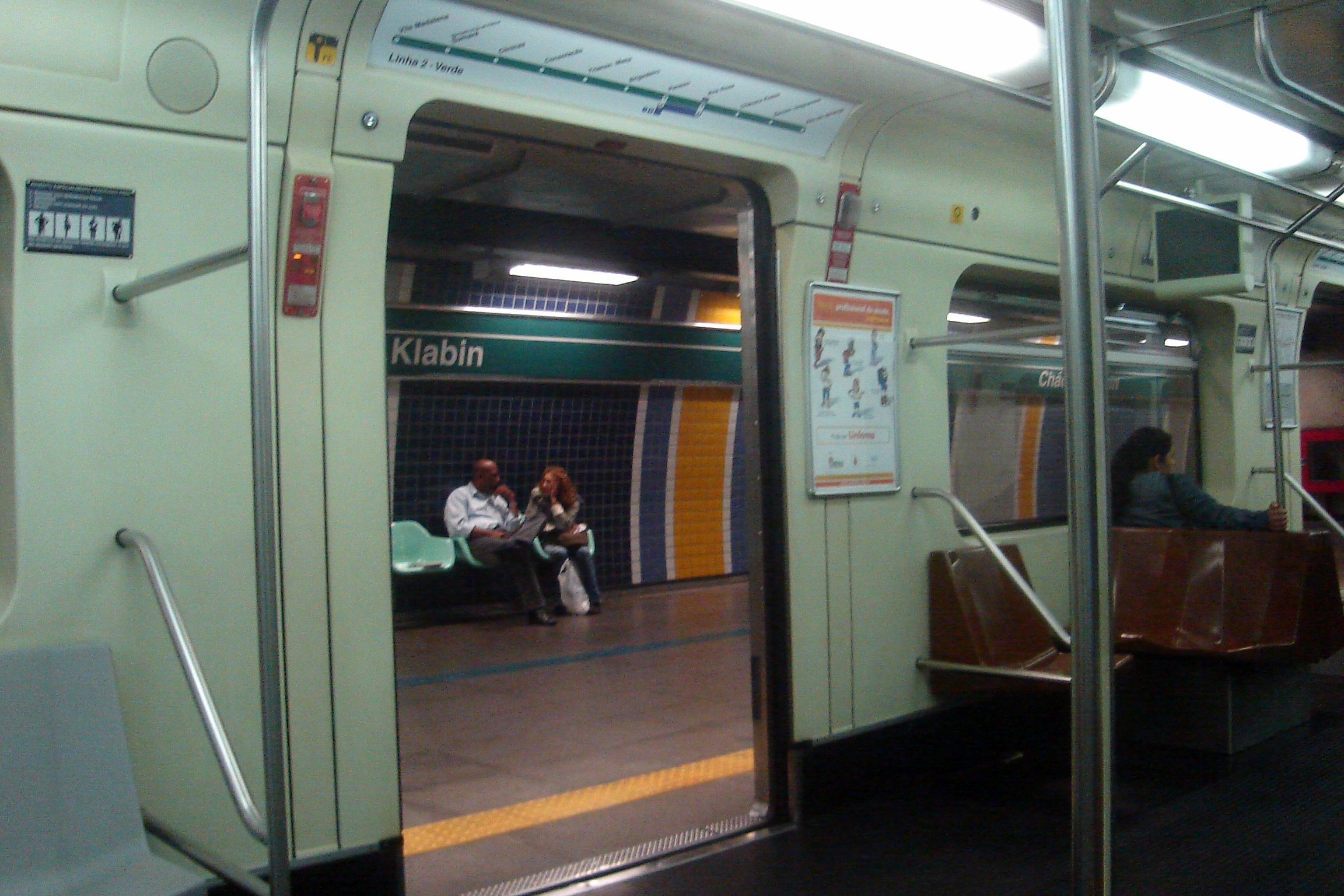

Ligne 5 (Lilas) :
| Ligne                         | Terminus                       | Stations | Durée du voyage (min) | Opération                                                                  |
| ----------------------------- | ------------------------------ | -------- | --------------------- | -------------------------------------------------------------------------- |
| Ligne 5 du métro de São Paulo | Capão Redondo ↔ Chácara Klabin | 17       | 33                    | Du dimanche au vendredi, de 4h40 à 0h. Le samedi de 4h40 à 1h le dimanche. |

- Installations

## Art dans le métro
- "Totem Florafauna" (panneau), Marcos Lopes, peinture automobile sur tôles aluminium (2009), émail semi-brillant et tôles aluminium (6,80 mx 3,00 m), installé à l'accès au quai de la ligne 2 - Verte[4].